# 中京ローカル
中京ローカル（ちゅうきょうローカル）
1. 中京圏（愛知県名古屋市を中心とする地域）に特有のもの。
2. 中京広域圏を対象に放送されるローカル番組を指すことがあるが、正確には、愛知県の県庁所在地名古屋市に所在するテレビ局やラジオ局が制作するものは「名古屋ローカル」、中京広域圏内各地の独立局やラジオ局などで放送されるローカル番組は「岐阜ローカル」「三重ローカル」と呼ばれ、実際に中京ローカルと呼ばれることは無い。

## 中京ローカルの商品

### 愛知県
- 青柳ういろう
- 霰茶漬け
- アオキーズ・ピザ
- あんかけスパゲッティ
- 海老煎餅
- 大須ういろ・ないろ
- 小倉トースト
- オリエンタルカレー
- 棊子麺
- 五平餅 - 発祥は長野県木曽・伊那地方。
- 寿がきやラーメン - 発祥は名古屋だが、店舗網は北陸地方や近畿地方にまで至る。
- 世界の山ちゃん・手羽先唐揚げ
- 台湾ラーメン
- 天むす - 発祥は三重県津市。
- どて煮
- 名古屋コーチン
- 八丁味噌
- ひつまぶし
- 藤田屋・大あんまき
- 味噌カツ - 発祥は三重県津市。
- 味噌煮込みうどん
- 焼き大浅蜊
- 矢場とん
- ヤマサちくわ
- 若鯱家（カレーうどん）

### 岐阜県
- 金蝶饅頭
- 金蝶園饅頭
- 起き上り最中
- 栗きんとん
- げんこつ飴
- 高山ラーメン
- 飛騨牛
- 朴葉味噌
- 水まんじゅう
- 養老サイダー
- 鮎

### 三重県
- 松阪牛
- 赤福餅
- 伊勢うどん
- 赤福餅・御福餅 - いずれも江戸時代に遡るとされる。
- 伊勢海老
- 穴子
- カキ
- 安永餅
- 時雨蛤（しぐれはまぐり）
- なばな
- 都饅頭
- とらや饅頭
- しぐれ肉巻きおにぎり
- 永餅
- 四日市とんてき
- めはりずし - 発祥は和歌山県新宮市。

## 中京ローカルの娯楽施設

### 愛知県
- 博物館明治村
- リトルワールド
- 日本モンキーパーク
- 東山動植物園
- 名古屋港水族館
- 南知多ビーチランド
- ラグーナテンボス
- 刈谷ハイウェイオアシス

### 岐阜県
- 養老天命反転地
- 恵那峡ワンダーランド
- 奥飛騨クマ牧場
- 牧歌の里
- アクア・トトぎふ

### 三重県
- ナガシマスパーランド
- なばなの里
- 鈴鹿サーキット
- 志摩スペイン村
- 鳥羽水族館

## 中京ローカルの新聞
- 中日新聞
日本最大のブロック紙。関東地方では『東京新聞』の題字で発行。
- 中日スポーツ
関東地方では『東京中日スポーツ』として発行。
- 読売新聞
1975年に読売新聞社との提携により『中部讀賣新聞』として創刊。1988年に読売グループ入りしたのに伴い、題字を『讀賣新聞』に改題。現在は読売新聞東京本社の中部支社になっている。
- スポーツ報知
1979年に当時の中部読売新聞社から報知新聞社との提携により「報知スポーツ」として創刊。1996年に東京・大阪と同じく「スポーツ報知」に改めた。東海3県内に於いてのスポーツ報知は、現在は読売新聞中部支社によって発行されている。
- 中部経済新聞
- 東愛知新聞
- 東海日日新聞
- 岐阜新聞
- 伊勢新聞

## 中京ローカルのテレビ番組
各項目は地上デジタルテレビジョン放送における親局のリモコンキーID順に、同じチャンネル内は50音順に並べてある。放送時間10分未満のミニ番組及び過去に放送された番組については、各放送局の項目を参照。
「☆」印が付くものは、中京3県だけでなく他県の系列局や独立UHF局でも放送されている（あるいは過去に放送されていた）番組であることを示す。

### 東海テレビ
- ニュース ONE(Live News イット!の放送の大半を差し替え)
- ぐっさん家〜THE GOODSUN HOUSE〜 ☆(ネタパレの放送を一切せず全編差し替え)
- スイッチ!(ノンストップ!の放送を一切せず全編差し替え)
- すくすくぽん!
- 中日新聞テレビ日曜夕刊 - 石川、富山でもテレビ日曜夕刊は放送されているが、内容は各局で異なる。
- メッセージ1
- ボイボイ無限大
- おぎやはぎテラス〜きょう、12時にどこ?〜(なりゆき街道旅の放送曜日を変更の上放送)
- ちゃーじ

### 中京テレビ
- あなたと中京テレビ
- 上沼・高田のクギズケ! ☆ ※読売テレビとの共同制作(スクール革命!の放送曜日を変更の上放送)
- オードリーさん、ぜひ会ってほしい人がいるんです。 ☆
- 太田上田 ☆
- NNNストレイトニュース中京テレビローカルパート
- キャッチ!(news every.の放送の大半を差し替え)
- カミング
- こどもディレクター☆
- ぐ〜たくさん(シューイチの放送を途中で終了、一茂×かまいたち ゲンバの放送曜日を変更の上放送)
  - 司会の木村昴は土曜昼間NHK「土スタ」(毎週ではないがローテーションで参加)→日曜午前中京テレビ「ぐ〜たくさん」(ぐ～たくさんの生放送の前後で主に愛知県となるが近々放映されるロケの収録をその都度行っている)→月曜早朝テレビ東京「おはスタ」という生放送番組の移動をしている
- 高杉さん家のおべんとう ☆
- ＃しゃにむにロック
- 喫茶ソルセオ
- でんじろう先生のはぴエネ!
- PS純金(ニノさんの放送曜日を変更の上放送)
- シネマBAR

### CBCテレビ
- チャント!(Nスタの放送の大半を差し替え)
- newsX(Nスタの放送を一切せず全編差し替え)
- スーパーグランパスTV
- ゴゴスマ -GO GO!Smile!- ☆
- サンデードラゴンズ
- なるほどプレゼンター!花咲かタイムズ(王様のブランチ の第1部、第2部含め一切放送せず全編差し替え)
- ノブナガ ☆
  - 地名しりとり伝説 ☆
- まちイチ〜nice to people
- ちょい足し

### メ～テレ
- ドデスカ＋(スーパーJチャンネルの放送の大半を差し替え)
- 超町人!チョコレートサムネット ☆
- スポケン!
- ドデスカ!(グッド!モーニングの放送を一切せず全編差し替え)
- デルサタ

### テレビ愛知
- a-ha-N
- a-ha-N varie
- テレビ愛知　10チャンベースボール
- シネマ'Sコープ
- 玉ちゃんのいきいき青春歌謡塾  ☆
- 土曜なもんで!
- 八十亀ちゃんかんさつにっき ☆

### 三重テレビ
- ええじゃないか。（東名阪ネット6・tvk、CTC、TVS、KBS京都、SUN）、TVN、GYT ☆
- エムテレメッセ
- 岡三投資情報
- 輝け!三重人〜きらめく美し国〜
- おはよう!エムっとくん

- 元気発信!津
- ゲンキ!みえ!
- こんにちは市長さん
- OBANCHii おばんちぃ
- シネマクルーズ+
- 週間気象情報
- 早熟先生のぱちんこしよッ!
- 津競艇レースアワー
- とってもワクドキ!
- 日清食品奥様かわら版
- 速報!フィッシングポイント
- 三重テレビナイター
- 三重テレビ ワイドニュース

### ぎふチャン（岐阜放送テレビ）
- あなたの街から
- 金曜ホットかんで!!
- 飛騨國テレビ
- 若井敦子のここに人あり

## 中京ローカルのラジオ番組

### CBCラジオ
- 北野誠のズバリ
- 小堀勝啓の新栄トークジャンボリー
- 多田しげおの気分爽快!!朝からP・O・N
- つボイノリオの聞けば聞くほど
- きく!ラジオ
- 大前りょうすけのちょいバズ!
- CBC歌謡ベストテン
- CBCドラゴンズナイター&ドラゴンズサタデー・ドラゴンズサンデー（対阪神戦・対オリックス戦は火・水・木曜と土日デーゲームがABC制作、月・金と土日ナイトゲームがMBS制作）

### 東海ラジオ
- first touch
- GRooVE929
- Paradise
- LIFE HACKERS!
- OH! MY CHANNEL!
- bre:eze
- 東海ラジオ ガッツナイター
- SKE48 1+1は2じゃないよ!
- グレープのもう魔酔わない
- タクマの言ったもん勝ち
- 東海ラジオ ミッドナイトスペシャル～金シャチ劇場～
- TOKAI RADIO MUSIC PROGRAM SESSIONS 929
- Midnight♡Jurinabox
- Music Submarine
- UNDER TALK
- Weekend Step
- Morning Delight
- Saturday Flavor
- SUNDAY FUNDAY!
- Connect929
- Sound Park Sunday
- ONE STYLE
- C.A.M.P.BASKET
- 東海オンエアラジオ
- angelaのsparking! talking! show!
- ななこのクリエイターズ
- POP! POP! KPOP!!

### ぎふチャン（ラジオ）
- お茶の間ステーション2時6時
- すこやかモーニング
- 鈴江・神保のときめきぐっモーニング
- ときめきステーション ダブジェネカウントダウン
- 土曜ラジオかわら版
- ココロ・イー・スタシオン
- ビビっとワイド今小町

### @FM
- MORNING MAXX!!
- On The BEAT
- e-NIGHT
- @FM A-1 Coutdown
- サタデー・エクスプレス
- サンデー・エクスプレス
- もっと!わたしのすきなこと。

### 愛知国際放送
- CM収入伸び悩みにより経営が悪化し、2010年9月30日を以て10年半にわたった放送を完全終了（放送免許は同年10月7日付で総務省東海総合通信局へ返上）。日本の地上波県域局としては史上初の「廃業（閉局）」となった。

### エフエム岐阜
- EVENING TRIPPER(月～木の夕方ワイド)
- gifu power countdown 30(金曜の夕方ワイド)

## 中京ローカルの中心人物
- 伊藤秀志
- 岩田ちとせ
- 奥ゆり
- きくち教児
- 大前りょうすけ
- 神野三枝
- 白井奈津
- 河村花
- タクマ
- つボイノリオ
- 鉄崎幹人( 近年は静岡放送を中心に静岡県での活動が活発化してきている。)
- 戸井康成
- 原田さとみ
- 福田ちづる(さらさらサラダMC就任を機に福田知鶴から改名している。)
- 宮地佑紀生
- 宮本忠博
- 矢野きよ実
- 山浦ひさし
- ジェイムス・ヘイブンス